# チャールズ・C・ギルバート
チャールズ・チャンピオン・ギルバート（英:Charles Champion Gilbert、1822年3月1日-1903年1月17日）は、アメリカ合衆国の軍人である。米墨戦争で戦い、南北戦争では北軍の将軍として戦った。ペリービルの戦いで大尉の位から突如軍団指揮官として登場したが、野戦指揮官としての功績はこの時のみに留まった。

## 伝記
ギルバートはオハイオ州ゼインズビルで生まれた。1846年に陸軍士官学校を同期59人中21番目の成績で卒業した。同級にはジョージ・マクレラン、ストーンウォール・ジャクソン、ジョージ・ストーンマン、ダライアス・コウチおよびジョージ・ピケットなど後に南北戦争で将軍になった者20名がいた。米墨戦争ではベラクルスとメキシコシティで従軍し、後にテキサス州で2年間務めた。1850年に教官としてウェストポイントの士官学校に戻り、その後西部辺境任務に就いた。
南北戦争が始まった直ぐ後に、第1アメリカ歩兵連隊の大尉に任官され、ウィルソンズ・クリークの戦いに参戦したがここで負傷した。シャイローの戦いとコリンスの包囲戦ではオハイオ軍の監察長官に指名された。南軍のハートランド攻勢（ケンタッキー方面作戦）のとき、ウィリアム・"ブル"・ネルソンのケンタッキー軍がオハイオ軍に付加され、その第3軍団となった。ネルソンが1862年9月遅くに殺害されたとき、軍隊の高官たちは全て軍団指揮官に就くことを拒んだ。このために、オハイオ軍管区（Department of the Ohio）指揮官のホレイショ・G・ライト少将がその法的裏付けなしにギルバートを大尉から少将「代行」に昇進させた。オハイオ軍指揮官ドン・カルロス・ビューエルはこの少将代行に軍団指揮を任せた。1週間後にはペリービルの戦いに参戦した。その軍団は南軍の最後の攻撃を阻止し、南軍の1個旅団をペリービルを抜けて撤退させた。しかし、ギルバートは戦闘における行動の遅さで批判され、その軍団の兵士達の多くからはその規律に厳格な行動故に嫌われた。9月9日に遡って正式に准将に昇格したが、この昇格は合衆国乗員で確認されることがなく、1863年3月4日には失効した。こうした事情にも拘らず、第19アメリカ歩兵連隊で少佐に指名され正規軍の名誉大佐となり、コネチカット州ハートフォードの憲兵司令長官補となって戦争の残り期間を過ごした。
ギルバートは1886年に退役するまで辺境任務に就いていた。1903年、メリーランド州ボルティモアで死に、ケンタッキー州ルイビルのケイブヒル墓地に埋葬された。北軍のサミュエル・A・ギルバート准将とは兄弟である。